# Liste der denkmalgeschützten Objekte in Loipersdorf-Kitzladen
Die Liste der denkmalgeschützten Objekte in Loipersdorf-Kitzladen enthält die denkmalgeschützten, unbeweglichen Objekte der österreichischen Gemeinde Loipersdorf-Kitzladen im Bezirk Oberwart.

## Denkmäler
| Foto |                 | Denkmal                                                          | Standort                                  | Beschreibung | Metadaten |
| ---- | --------------- | ---------------------------------------------------------------- | ----------------------------------------- | --- | --- |
| ja   | Datei hochladen | Kath. Pfarrkirche hl. Jakobus HERIS-ID: 12069 Objekt-ID: 8203    | Standort KG: Kitzladen                    | Die spätklassizistische Pfarrkirche wurde oberhalb des Ortes 1844 erbaut. Die neuromanischen Altäre stammen aus dem Jahre 1896, das Taufbecken aus dem 18. Jahrhundert, eine Schnitzerei Madonna mit Kind aus ca. 1700.                 | BDA-Hist.: Q25911416 Status: § 2a Stand der BDA-Liste: 2025-06-30 Name: Kath. Pfarrkirche hl. Jakobus GstNr.: 704 Saint James the Greater Church (Kitzladen) |
| ja   | Datei hochladen | Schloss, Kastell Loipersdorf HERIS-ID: 12071 Objekt-ID: 8205     | Kastellstraße 10 Standort KG: Loipersdorf | In der ersten Hälfte des 19. Jahrhunderts wahrscheinlich aus einem älteren Bau entstanden. Im Erdgeschoß des einfachen zweigeschoßigen Hauses befindet sich eine früher offene Halle, die heute mit verglasten Türen abgeschlossen ist. | BDA-Hist.: Q38121238 Status: Bescheid Stand der BDA-Liste: 2025-06-30 Name: Schloss, Kastell Loipersdorf GstNr.: 2805 Kastell Loipersdorf                    |
| ja   | Datei hochladen | Evangelisches Schul- und Bethaus HERIS-ID: 12072 Objekt-ID: 8206 | Turmschulweg 14 Standort KG: Loipersdorf  | Das Gebäude stammt vermutlich aus dem 18. Jahrhundert. Um 1800 wurde ein hölzerner Glockenturm errichtet. 1902 wurde es umgebaut, Mitte des 20. Jahrhunderts umfassend renoviert.                                                       | BDA-Hist.: Q38121290 Status: § 2a Stand der BDA-Liste: 2025-06-30 Name: Evangelisches Schul- und Bethaus GstNr.: 378                                         |